# Big Shots
Big Shots är en amerikansk dramaserie från 2007. Den skapades och produceras av Jon Harmon Feldman. Pilotavsnittet regisserades av Charles McDougall. Några av de mest välkända skådespelarna i serien är Michael Vartan, Dylan McDermott, Christopher Titus och Joshua Malina.
Den produceras av Warner Bros. Television och fick tillstånd att sändas den 11 maj 2007. Seriens handling centreras kring fyra vänner och problemen som uppstår då en kvinna kommer in i bilden. Den 20 november 2007 hade sju avsnitt sänts.